# Kaitinano Mwemweata
Kaitinano Mwemweata, née le 22 juillet 1984 à Butaritari, est une ancienne athlète de Kiribati.

## Biographie
Kaitinano Mwemweata a participé aux Jeux olympiques d'été de 2004 à Athènes. Son départ dans la série préliminaire du 100 mètres a fait d'elle la première athlète de son pays à participer à une épreuve olympique. Malgré un nouveau record national de 13,07 secondes, elle est éliminée dans sa série préliminaire,,.
Il était prévu qu'elle participe à nouveau aux Jeux olympiques d'été de 2008 à Pékin, cette fois dans le 200 mètres. Toutefois, elle ne peut participer à la compétition en raison d'une tuberculose. La même année, elle remporte la médaille de bronze au 400 m haies lors des Championnats d'Océanie.